# Alpenwildpark Harder
Koordinaten: 46° 41′ 30,9″ N, 7° 51′ 56,9″ O; CH1903: 632675 / 171277
Der Alpenwildpark Harder ist ein Wildpark am Fusse des Harder, nahe der Talstation der Harderbahn, im Berner Oberland (Schweiz). Der Wildpark wurde im Rahmen eines Wiederansiedlungsprojekts der Alpensteinböcke im 19. Jahrhundert gegründet. Neben den Steinböcken sind Alpenmurmeltiere im Wildpark beheimatet.

## Geschichte
Im Jahr 1913 wurde der Alpenwildparkverein Interlaken-Harder gegründet. Dieser hatte das Ziel, die vom Aussterben bedrohten Steinböcke wieder in den Landschaften der Schweiz anzusiedeln. Durch eine Initiative des Wildpark Peter und Paul in St. Gallen konnte am 13. März 1915 das erste Zuchtpärchen in ein Gehege des Wildparks in Interlaken einziehen. Drei Monate danach, im August, trafen drei weitere Tiere im Wildpark ein. Sie stammten aus dem damals letzten Rückzugsgebiet der Steinböcke. Die Tiere wurden vom Aostatal in Italien nach Interlaken geschmuggelt.
In den Jahren 1917 und 1918 wurden dann die ersten Steinböcke geboren. Am 21. Juni 1921 wurden die ersten Tiere im Hardergebiet ausgesetzt. Es handelte sich um drei Böcke und vier Geissen. Die erneuten Auswilderungen 1922 und 1924 begünstigten das Wachstum der Kolonien und zeigen auch heute noch positive Auswirkungen auf die Population der Steinböcke in dem Gebiet.
Anlässlich des 100-jährigen Gründungsjubiläums wurde der Park 2013 umfassend saniert.